# Surprise Valley Mill and Water Company
Le Surprise Valley Mill and Water Company était une société au capital de 1 million de dollars, fondée en 1874 pour fondre le minerai d'argent et d'or dans la ville-champignon de Panamint City (Californie).
Le minerai était descendu de la montagne où opéraient les compagnies minières clientes par un mini-téléphérique. Les actions de la société, vendues sous forme de parts de un dollar à 500 dollar, avec même des notes de 25 cents, servaient de monnaie à Panamint City (Californie).
Parmi les actionnaires, le sénateur William Morris Stewart (1827 – 1909) et John P. Jones, ainsi que le frère de ce dernier, Heny Jones, nommé directeur de la société, à la tête de 300 salariés, dont la moitié étaient des Chinois qui avaient auparavant travaillé pour les chemins de fer. L'usine était toujours en activité en 1877, mais elle a fermé en mai de cette année-là alors qu'une partie des mineurs était déjà partie. La société avait même créé un service de Pony Express pour être relié rapidement à San Bernardino, sur fond de spéculation boursière. Une partie du minerai d'argent avait même été envoyé en Angleterre pour être affiné à Swansea, dans le Pays de Galles. Le 26 juillet, le fondateur du Surprise Valley Mill and Water Company, Daniel P. Bell se suicide, à Salt Lake City, Utah, car il a le cancer,
Pendant le bref boom minier qu'a connu l'usine, elle a produit pour environ 2 millions de dollars d'argent-métal. Dès 1876, deux des principales mines avaient fermé, la ligne de chemin de fer ayant cessé sa construction.